# 男人 (泰勒絲歌曲)
〈男人〉（英語："The Man"）是美國創作歌手泰勒·斯威夫特的一首歌曲，於2020年1月28日由聯眾唱片發行，收錄於第七張專輯《情人》，作為這張專輯的第四首主打歌曲。這首歌是一首合成器流行的歌曲，具有華麗的和聲和模糊的合成器。在這首快節奏的歌曲中，斯威夫特想像如果她是男性，媒體會對她是什麼不一樣的待遇。這首歌受到許多評論家的普遍好評，這些評論家讚揚了這首歌的女權主義訊息。

## 背景及詞曲
斯威夫特的第七張專輯《情人》的錄製過程用了不到三個月的時間，並於2019年2月結束。喬爾·立特為專輯的製作人之一， 斯威夫特與他共同創作及共同製作了該專輯的4首曲目，包括這首歌、〈美國小姐與心碎王子〉與專輯的單曲〈我！〉及〈你需要冷靜一下〉。斯威夫特在2019年8月8日發行的《Vogue》採訪中，她提到這首歌的歌曲名和歌詞「我將成為一個無所畏懼的領導者。我將成為那個領頭的那種。當所有人都相信你時，那會是什麼樣呢？」（ I'd be a fearless leader. I'd be an alpha type. When everyone believes ya: What's that like?）。
〈男人〉是一首合成器流行的歌曲，具有華麗的和聲和模糊的合成器。在這首快節奏的歌曲中，斯威夫特想像如果她是男性，媒體會對她是什麼不一樣的待遇。 她挑戰社會性別歧視雙重標準，並在歌詞中提及美國演員莱昂纳多·迪卡普里奥，斯威夫特以他為例來解釋性別歧視，唱到：「他們會跟我敬酒，哦，讓玩家玩，我就會像李奧納多一樣擁有在法國小鎮圣特罗佩辦活動的名聲」（And they would toast to me, oh, let the players play/I'd be just like Leo in Saint-Tropez）。
根據《告示牌》的吉爾·考夫曼的說法：「〈男人〉是一個尖銳的陳述，內容是『女性要達到同一終點線，需要比男性更努力地工作。』」

## 獎項
| 年份 | 組織              | 獎項                   | 成績 | 參考  |
| ---- | ----------------- | ---------------------- | ---- | ----- |
| 2020 | MTV音樂錄影帶大獎 | 年度音樂錄影帶         | 提名 | [ 7 ] |
| 2020 | MTV音樂錄影帶大獎 | 最佳社會議題音樂錄影帶 | 提名 | [ 7 ] |
| 2020 | MTV音樂錄影帶大獎 | 最佳導演               | 獲獎 | [ 7 ] |

## 榜單
| 排行榜（2019-20年）                  | 最高 名次 |
| ------------------------------------ | --------- |
| 澳大利亚（澳大利亚唱片业协会單曲榜） | 17        |
| 奥地利（Ö3四十强单曲榜）             | 66        |
| 加拿大（Canadian Hot 100）           | 21        |
| 加拿大（《告示牌》Canada AC）        | 32        |
| 加拿大（《告示牌》Canada CHR）       | 26        |
| 加拿大（《告示牌》Canada Hot AC）    | 19        |
| 捷克（百強數位單曲榜）               | 33        |
| 愛沙尼亞（Eesti Tipp-40）            | 34        |
| 匈牙利（四十強串流榜）               | 30        |
| 愛爾蘭（愛爾蘭唱片音樂協會单曲榜）   | 16        |
| 立陶宛（AGATA）                      | 24        |
| 馬來西亞（馬來西亞唱片業協會）       | 12        |
| 荷兰（百强单曲榜）                   | 62        |
| 新西兰（新西兰唱片音乐协会）         | 15        |
| 挪威（VG-lista單曲榜）               | 24        |
| 葡萄牙（葡萄牙唱片業協會单曲榜）     | 52        |
| 蘇格蘭（官方榜单公司單曲榜）         | 62        |
| 新加坡（新加坡唱片業協會）           | 10        |
| 斯洛伐克（百強數位單曲榜）           | 31        |
| 瑞典（瑞典最熱榜）                   | 63        |
| 瑞士（瑞士热门音乐榜）               | 80        |
| 英國（官方榜单公司單曲榜）           | 21        |
| 美国（《告示牌》百大單曲榜）         | 23        |
| 美國（《告示牌》成人當代單曲榜）     | 21        |
| 美國（《告示牌》Adult Pop Airplay）  | 10        |
| 美國（《告示牌》Pop Airplay）        | 20        |
| 美國（《滾石》百大單曲榜）           | 4         |
| 委內瑞拉（唱片报告英文歌曲榜）       | 14        |
| 委內瑞拉（唱片报告流行歌曲榜）       | 34        |

## 發行歷史
| 地區     | 日前          | 格式              | 版本     | 唱片公司 | 參考   |
| -------- | ------------- | ----------------- | -------- | -------- | ------ |
| 全球     | 2019年8月23日 | 數位下載 串流媒體 | 原版     | 聯眾     | [ 37 ] |
| 美國     | 2020年1月27日 | 成人當代電台      | 原版     | 聯眾     | [ 38 ] |
| 美國     | 2020年1月28日 | 當代流行電台      | 原版     | 聯眾     | [ 39 ] |
| 澳大利亞 | 2020年1月28日 | 當代流行電台      | 原版     | 聯眾     | [ 40 ] |
| 義大利   | 2020年2月14日 | 當代流行電台      | 原版     | 環球音樂 | [ 41 ] |
| 全球     | 2020年2月18日 | 數位下載 串流媒體 | 現場版本 | 聯眾     | [ 42 ] |